# Curt Smith
Curt Smith, född 24 juni 1961 i Bath, Somerset, är en brittisk sångare och musiker. 
Han är ena halvan av duon Tears for Fears som han bildade tillsammans med barndomsvännen Roland Orzabal 1981 efter att de båda tidigare varit med i ska-gruppen Graduate. Efter två singlar utan framgång fick de sitt genombrott med låten "Mad World" 1982 och hade därefter stora kommersiella framgångar under hela 1980-talet. Curt Smith spelade basgitarr i gruppen och sjöng på flera av deras största hits som "Mad World", "Change", "Pale Shelter" och "Everybody Wants to Rule the World". 
Efter oenighet med Orzabal lämnade han gruppen 1991 och gav ut sitt första soloalbum Soul on Board 1993. Därefter bildade han gruppen Mayfield tillsammans med amerikanske musikern Charlie Pettus. År 2000 återbildade han och Roland Orzabal Tears for Fears och gav ut albumet Everybody Loves a Happy Ending år 2004. Efter flera års slipande och filande kommer Tears for Fears nästa album, The Tipping Point, släppas i februari 2022.

## Diskografi
Soloalbum
- Soul on Board (1993)
- Aeroplane (1999)
- Halfway, Pleased (2008)
- Mayfield (2011)
- Deceptively Heavy (2013)

EP
- Aeroplane (2000)

Album med Mayfield
- Mayfield (1998)